# 傑夫 (肯塔基州)
傑夫（英語：Jeff）是位於美國肯塔基州佩里縣的一個人口普查指定地區。

## 人口
根據2020年美國人口普查的數據，傑夫的面積為2.04平方千米，當中陸地面積為1.96平方千米，而水域面積為0.08平方千米。當地共有人口293人，而人口密度為每平方千米143.63人。